# The Sims FreePlay
The Sims FreePlay è un videogioco simulatore di vita del 2011, sviluppato da Firemint e pubblicato da EA Games per dispositivi mobile iOS, Android e BlackBerry. È scaricabile gratuitamente sul sito ufficiale di EA Games, su Apple Store e su Google Play.
Il gioco è stato pubblicato per la prima volta il 15 dicembre 2011 su dispositivi mobile iOS. Il 15 febbraio 2012 ne è stata realizzata una versione anche per Android, il 31 luglio 2013 per BlackBerry e nel settembre 2013 per Windows Phone, che non riceverà più gli aggiornamenti dal 2017.

## Modalità di gioco
Il gioco si svolge in tempo reale e per giocare è necessaria una connessione a Internet, i personaggi nel gioco non sono chiamati "persone" bensì "Sim". Questi sono in grado di svolgere qualsiasi attività quotidiana e hanno sei bisogni: socialità, divertimento, fame, igiene, vescica ed energia. Tutte le azioni richiedono tempo ma è possibile abbandonare il gioco senza che i Sim interrompano le azioni richieste. Il CercaSim permette di seguire simulatamente i vari Sim e il diamante verde sulla loro testa indica quale di questi è sotto controllo. Nel gioco è possibile guadagnare tre tipi di moneta (Simoleon, Punti Vita e Punti Sociali) andando al lavoro, facendo giardinaggio, praticando hobby, svolgendo le missioni e facendo altre azioni varie. Inoltre i Sim possono fare amicizia tra di loro, creare divergenze, sposarsi e avere bambini. I Sim possono invecchiare, così come i Sim neonati possono crescere.

## Missioni
Durante il gioco sono presenti varie missioni che possono sbloccare nuovi contenuti o dare al giocatore premi vari.

### Storia del gioco
Questo tipo di missioni permette di sbloccare molte funzionalità del gioco come per esempio l'abilità di far sposare due Sim, di far compiere gli anni ad un Sim oppure lo sblocco di alcuni edifici costruibili come la scuola o il ristorante. Queste missioni si sbloccano con l'avanzamento nei livelli del giocatore e devono essere per forza eseguite in un ordine predefinito. Non sono presenti limiti di tempo per queste missioni, tuttavia se completate in meno di un periodo specifico possono sbloccare anche materiali extra.

### Mansioni settimanali
Questo tipo di missioni permette di ottenere Simoleon e Punti Vita. Le azioni richieste sono solitamente azioni normali che si compiono nella vita di tutti i giorni come dormire in un letto, ascoltare della musica o guardare un film assieme ad altri Sim.

### Missioni stagionali
Questo tipo di missioni sono disponibili solo in alcuni periodi dell'anno nelle quali i Sim si prepareranno ad alcune festività come il Natale, la Pasqua oppure Halloween. Queste missioni se completate in tempo possono sbloccare oggetti speciali come abbigliamenti natalizi o la costruzione di case speciali. Nel 2014, è pubblicato un aggiornamento con PRODUCT (RED), dove i soldi spesi durante la missione, saranno dati completate a (RED) per la sfida contro AIDS

### Altre missioni
Sono presenti nel gioco anche altre missioni che possono sbloccare contenuti extra come la possibilità di costruire case con due o più piani, o la possibilità di avere un animale domestico. Queste missioni si possono iniziare senza un ordine prestabilito ma possono essere svolte solo una per volta.

## Stadi di vita
Gli stadi di vita sono 6 e si differenziano tra loro sia per quanto riguarda l'aspetto grafico del sim sia per le azioni che può compiere. Ogni Sim può avanzare di stadio (quindi di età) tramite una torta di compleanno, oggetto che si ottiene al prezzo di cinque punti vita dopo un giorno di lavoro di un sim al forno. Le varie caratteristiche per ogni stadio sono queste:
- Neonato: per far nascere un neonato, basta acquistare una culla dal catalogo, e aspettare 24 ore la cicogna per la nascita del Sim. Con un aggiornamento, pubblicato agli inizi dell’estate 2018, una Sim può ora restare incinta, in 2 modi differenti: Il primo dura 6 giorni umani, ed è il più economico. In questo lasso di tempo, la pancia della Sim cresce fino al momento del parto al termine dei 6 giorni. Poi il secondo, il più costoso, dura 9 giorni e si potranno svolgere varie azioni che alla nascita del neonato gli darà un bonus vita che gli donerà vari potenziamenti (I suoi bisogni si abbassano più lentamente, finisce le azioni prima, ecc.) fino alla sua morte. Una volta terminata l'attesa, il giocatore potrà personalizzare l'aspetto del neonato e il nome. I neonati possono interagire solo con adulti, senior e adolescenti.[5]
- Bebè: i bebè possono compiere numerose azioni, come camminare, parlare, andare al gabinetto, andare a letto da soli, cavalcare cavalli-giocattolo e altro ancora. I Bebè non possono mangiare da soli e quindi hanno bisogno di un Sim adulto che dia loro del cibo, a meno che non si utilizzi un piatto cucinato da un altro Sim. Hanno bisogno dell'aiuto di un adulto anche per lavarsi. Inoltre possono interagire con i coetanei e i preadolescenti.[5]
- Pre-adolescente: quando un Sim è pre-adolescente, può iniziare a coltivare hobby come la danza e il Karate, andare alla scuola elementare dei Sim e di conseguenza impara a leggere e scrivere. A questa età può lavarsi da solo e mangiare da solo, ma non può cucinare.[5]
- Adolescente: La possibilità di diventare un Sim adolescente è stata introdotta con un aggiornamento pubblicato nell'ottobre 2013, insieme alla possibilità di costruire la scuola superiore dei Sim. Gli adolescenti possono avere relazioni romantiche e diventare "idoli adolescenziali". Inoltre possono cominciare a usare i fornelli e i tostapane per cucinare.[5]
- Adulto: questo è lo stato principale del gioco. Un Sim adulto ha la possibilità di lavorare, costruire case e mettere su famiglia.[5] Questo è l'unico caso in cui è possibile creare un sim senza costi, è sufficiente infatti avere una casa libera per poter creare un nuovo sim adulto.
- Senior: se i Sim adulti useranno una torta di compleanno diventeranno Senior. I Senior possono avere nuovi hobby, giocare a bingo, ed avere nuovi animali, come gli uccelli.[5]

Tuttavia è possibile ottenere un sim di età intermedia (per esempio pre-adolescente) senza passare per i vari stadi di vita adottandolo tramite un telefono, la procedura però, richiede l'utilizzo di soldi reali.
Solo gli adulti hanno la possibilità di scegliere una carriera. I pre-adolescenti possono frequentare la scuola elementare, mentre gli adolescenti la scuola superiore dei Sim.

## La casa di un Sim
Nel gioco obbligatoriamente ogni Sim deve avere una residenza e di conseguenza una casa associata, in una casa potranno vivere più persone in caso di nuclei familiari ma la casa sarà comunque associata ad un solo Sim: quello che vive da più tempo in quella casa. I Sim tuttavia non sono vincolati alla loro casa, è possibile il trasferimento di un Sim nella casa del suo partner quando è presente una relazione romantica tra i due.

### Costruzione
Può essere costruito un numero limitato di case a seconda del livello del giocatore e comunque non superiore a quello dei terreni vuoti nella mappa cittadina. Il giocatore può costruire una casa partendo da progetti standard che prevedono case da ammobiliare (prezzo più basso) o già ammobiliate (prezzo più alto) o da progetti speciali architetto, inoltre può partire da progetti extra del gioco se sbloccati in una delle varie missioni. Le case possono essere costruite in quattro tipi di luoghi:
- residenza normale (prezzo standard);
- residenza con vista mare (sbloccata con la relativa missione storia del gioco, lieve sovrapprezzo rispetto a residenza normale);
- casa navigante (sbloccata con la costruzione del ponte per l'isola, ulteriore sovrapprezzo rispetto a residenza con vista mare);
- casa vacanze sull'isola (sbloccata con la relativa missione se completata in tempo, possono essere realizzati solo due progetti che non possono essere costruiti in nessun altro posto);[7]

### Arredamento
L'arredamento di ogni casa è personalizzabile dal giocatore comprando oggetti dal catalogo che riguardano sia gli esterni che gli interni, spostando i vari oggetti (comprese le porte) nelle stanze. Esiste anche la possibilità di spostare oggetti tra diverse case tramite l'inventario del giocatore. Sono presenti oggetti di arredamento standard che vengono sbloccati con l'avanzamento nei livelli del giocatore e oggetti speciali che possono essere ottenuti tramite missioni speciali o comprati durante offerte speciali nel catalogo.
Gli oggetti con i quali si possono compiere azioni (es. doccia, letto, macchina del caffè) hanno un indice di qualità che va da una a tre stelle, nella pratica per compiere un'azione il Sim impiegherà più tempo con un oggetto di minor qualità rispetto al tempo impiegato con un oggetto di maggior qualità. Per esempio in un letto di una stella una "dormita profonda" richiede un tempo di 8 ore mentre in un letto di tre stelle una "dormita profonda" richiede solo 6 ore e mezza.

## Censura
Il videogioco è stato bandito, a causa della possibilità di intraprendere una relazione omosessuale, da: Cina, Arabia Saudita, Emirati Arabi Uniti, Oman, Kuwait, Qatar ed Egitto.

## Galleria d'immagini

Logo utilizzato dal 2012 al 2015
Logo utilizzato dal 2015 al 2017
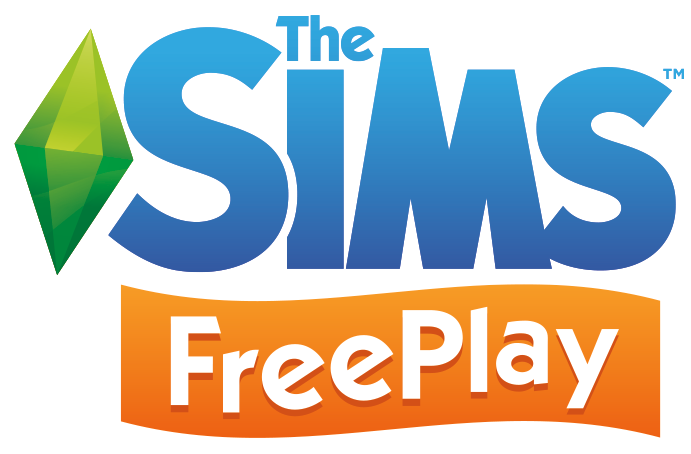
Logo utilizzato dal 2017 al 2019